# Urisiu de Jos, Mureș
Urisiu de Jos (în maghiară Alsóoroszi) este un sat în comuna Chiheru de Jos din județul Mureș, Transilvania, România. Se află în partea de est a județului, în Subcarpații Transilvaniei.

## Monumente
- Biserica de lemn din Urisiu de Jos
- Biserica Nouă – Urisiu de Jos: Dorința de a ridica o biserică nouă este mai veche. Pe timpul preotului Remus Păcurar s-a întreprins o astfel de acțiune. Inițiativa a fost reluată de două ori de către preotul paroh Alexandru Pop înainte de Revoluția din 1989.

În data de 28 august 2005 arhiepiscopul Andrei Andreicuț împreună cu un sobor de preoți a săvârșit slujba de sfințire a Bisericii cu hramul „Adormirea Maicii Domnului”. La intrarea în sfântul lăcaș stă mărturie Pisania: « Această Sfântă Biserică cu hramul Adormirea Maicii Domnului s-a zidit între anii 1996-1997 având ca proiectant pe Teofil Moldovan din Reghin. Între anii 2000-2001 a fost împodobită cu pictură „a fresco” de pictorul Bârleanu Constantin din Bacău, în vremea preotului Alexandru Pop cu sprijinul organelor parohiale și osteneala credincioșilor ortodocși din Urisiu de Jos. A fost sfințită de către I.P.S. Andrei Arhiepiscop al Alba Iuliei însoțit de un sobor de preoți, la data de 28 august 2005.»

## Imagini

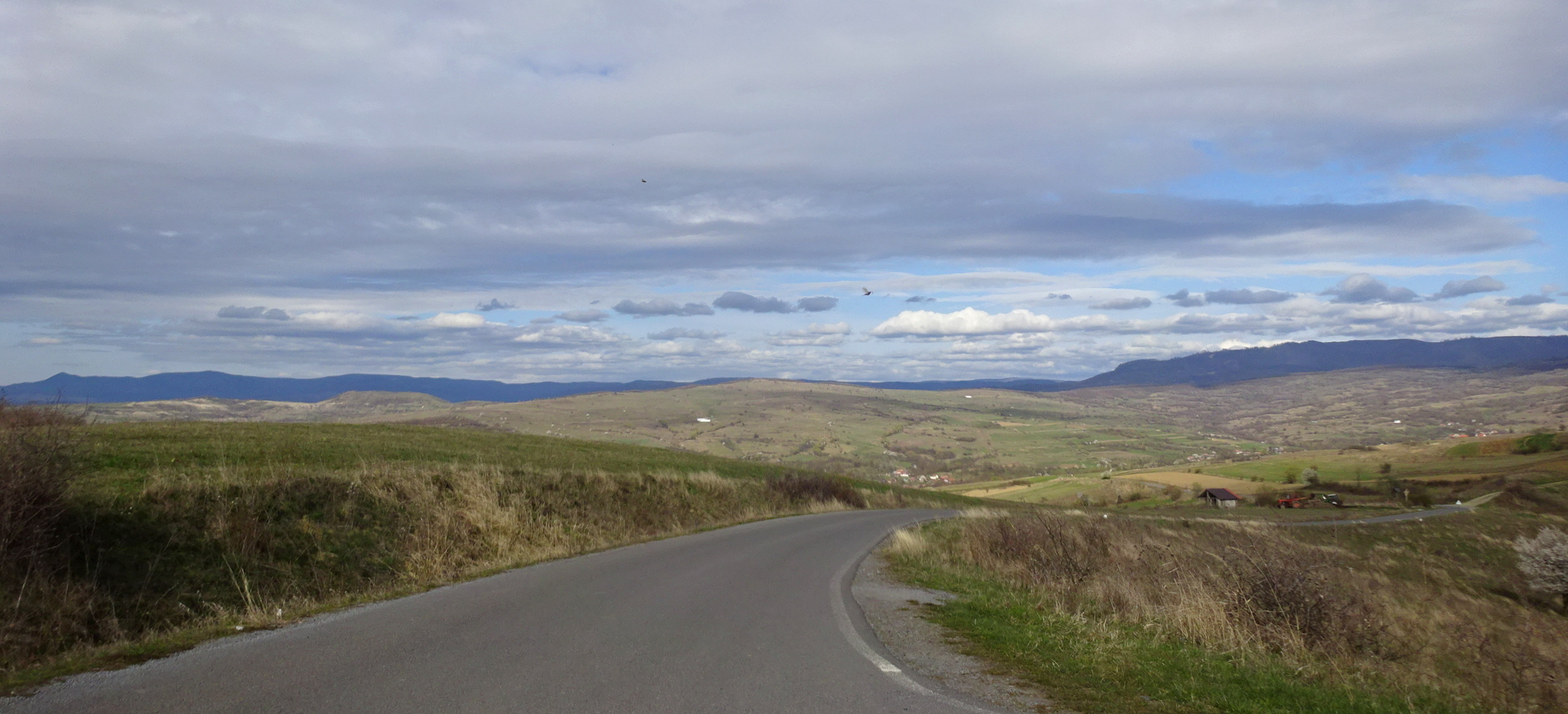
Drumul Chiheru de Jos-Urisiu de Jos
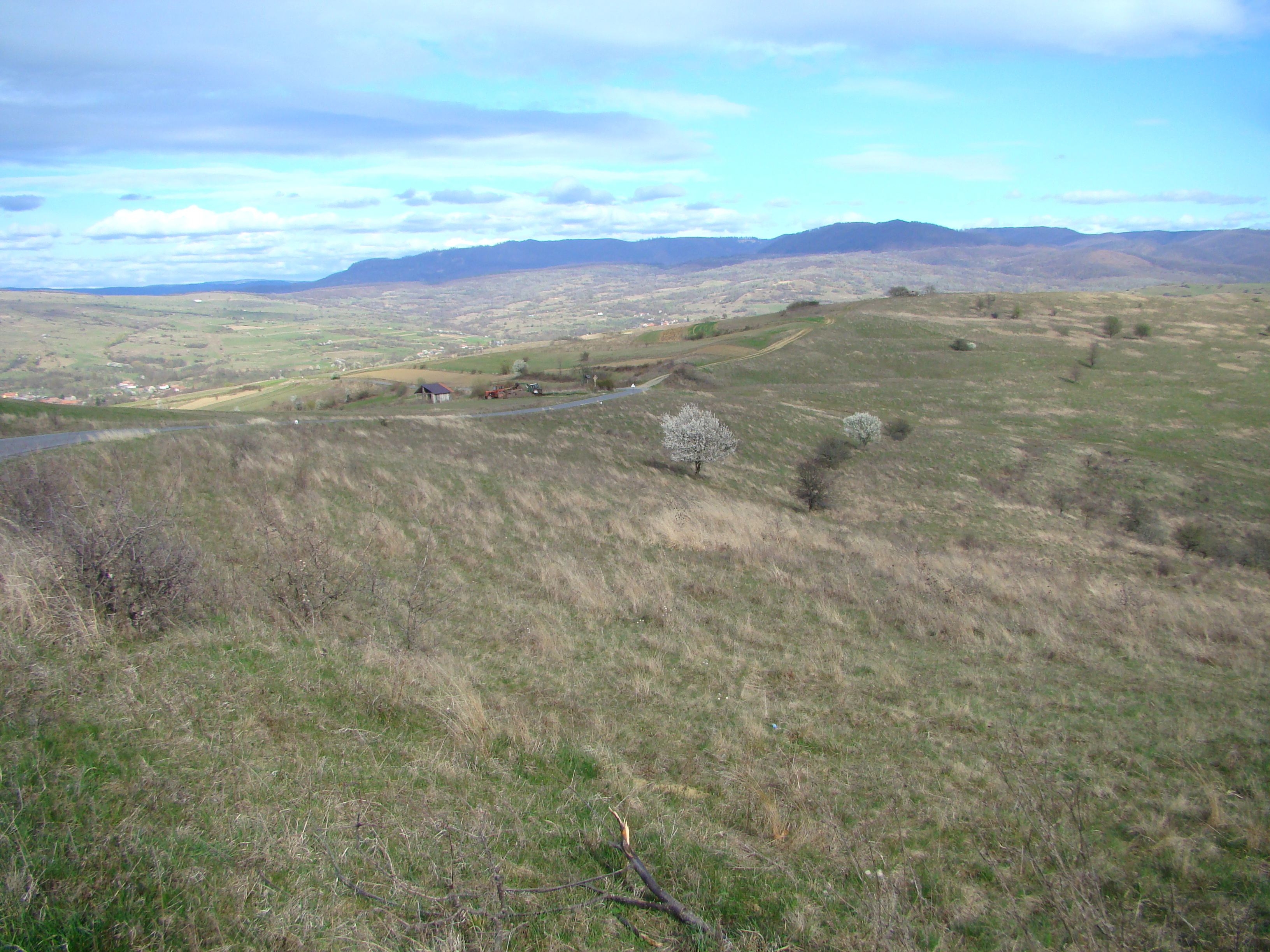
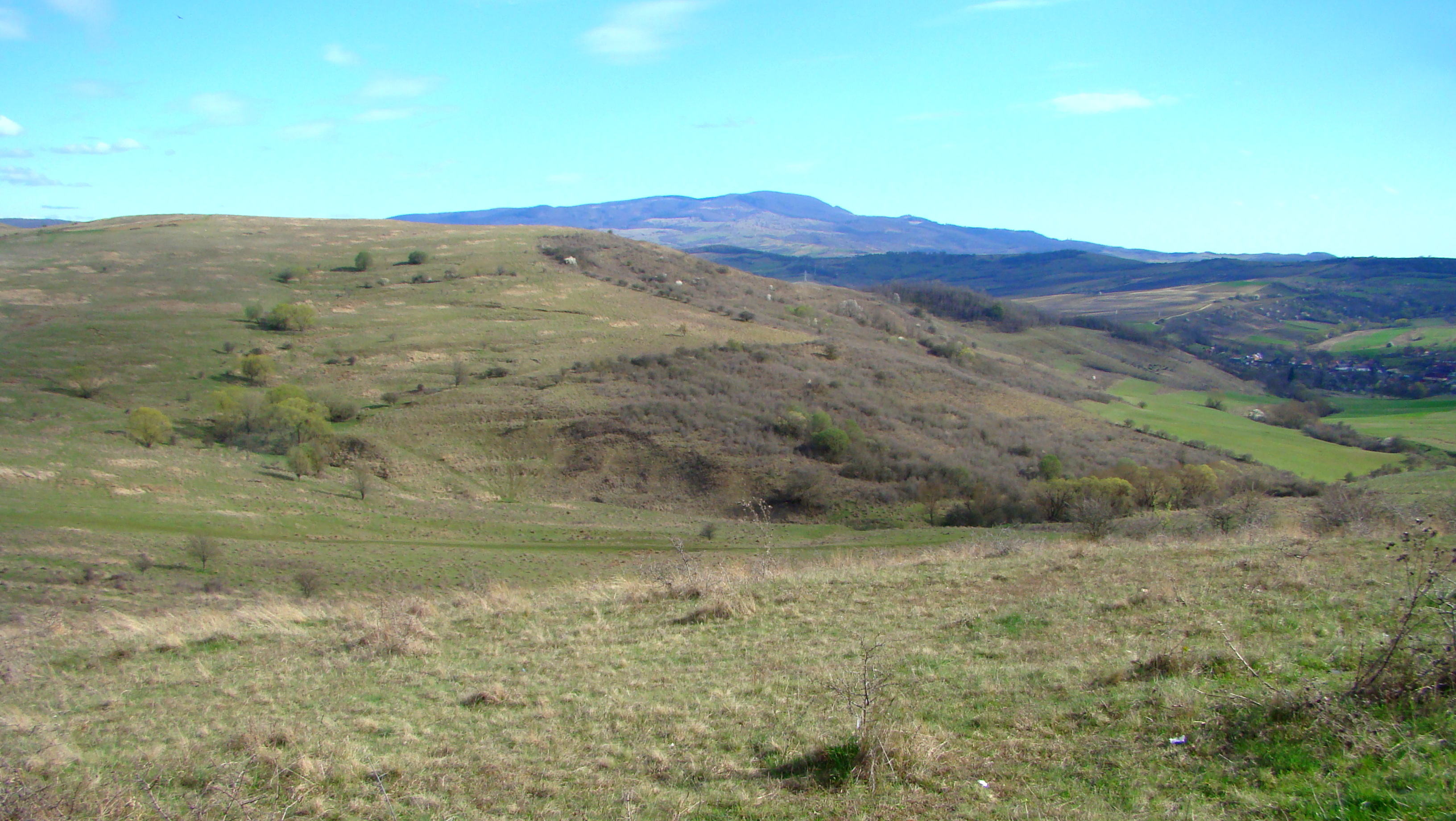
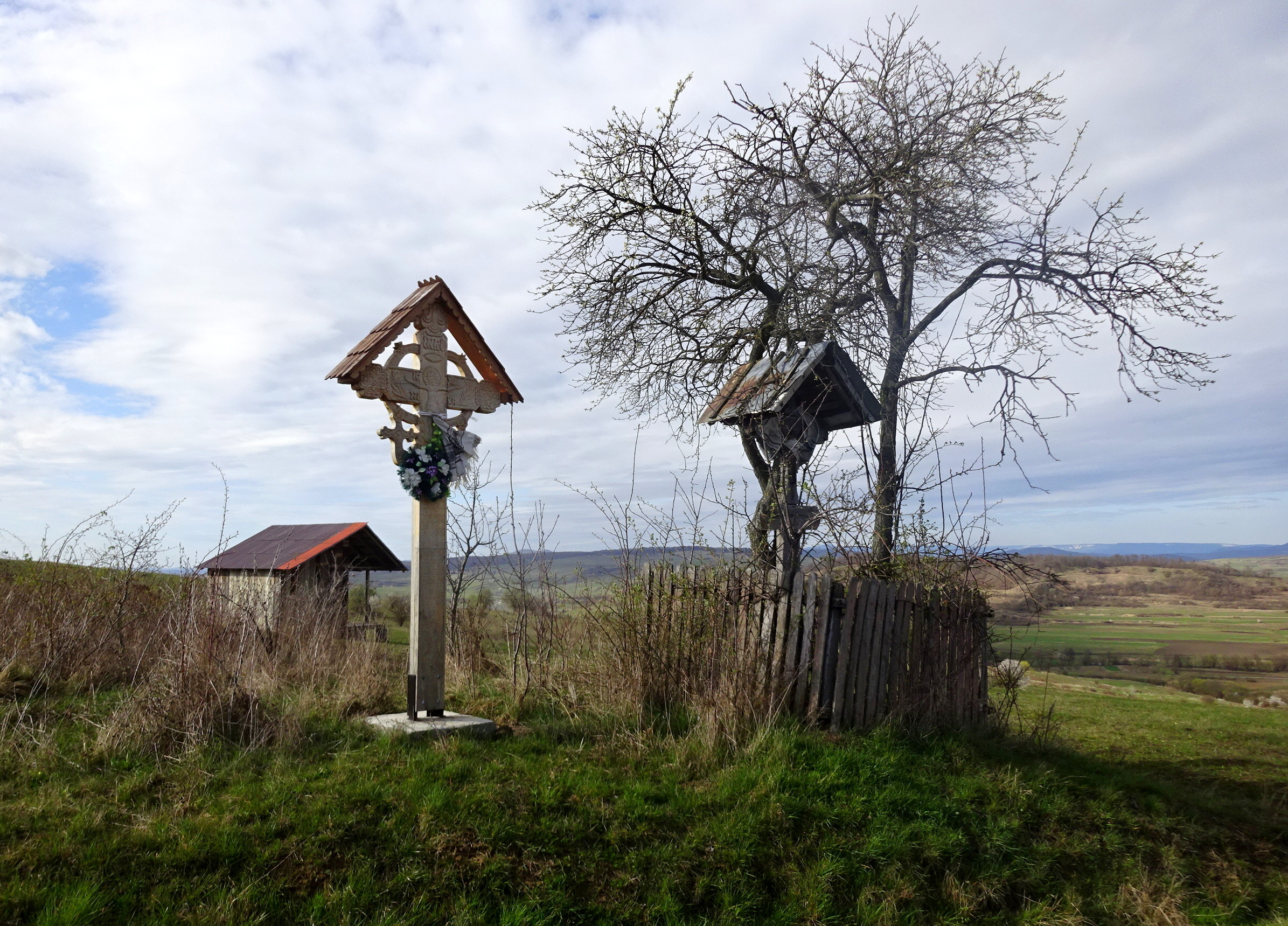
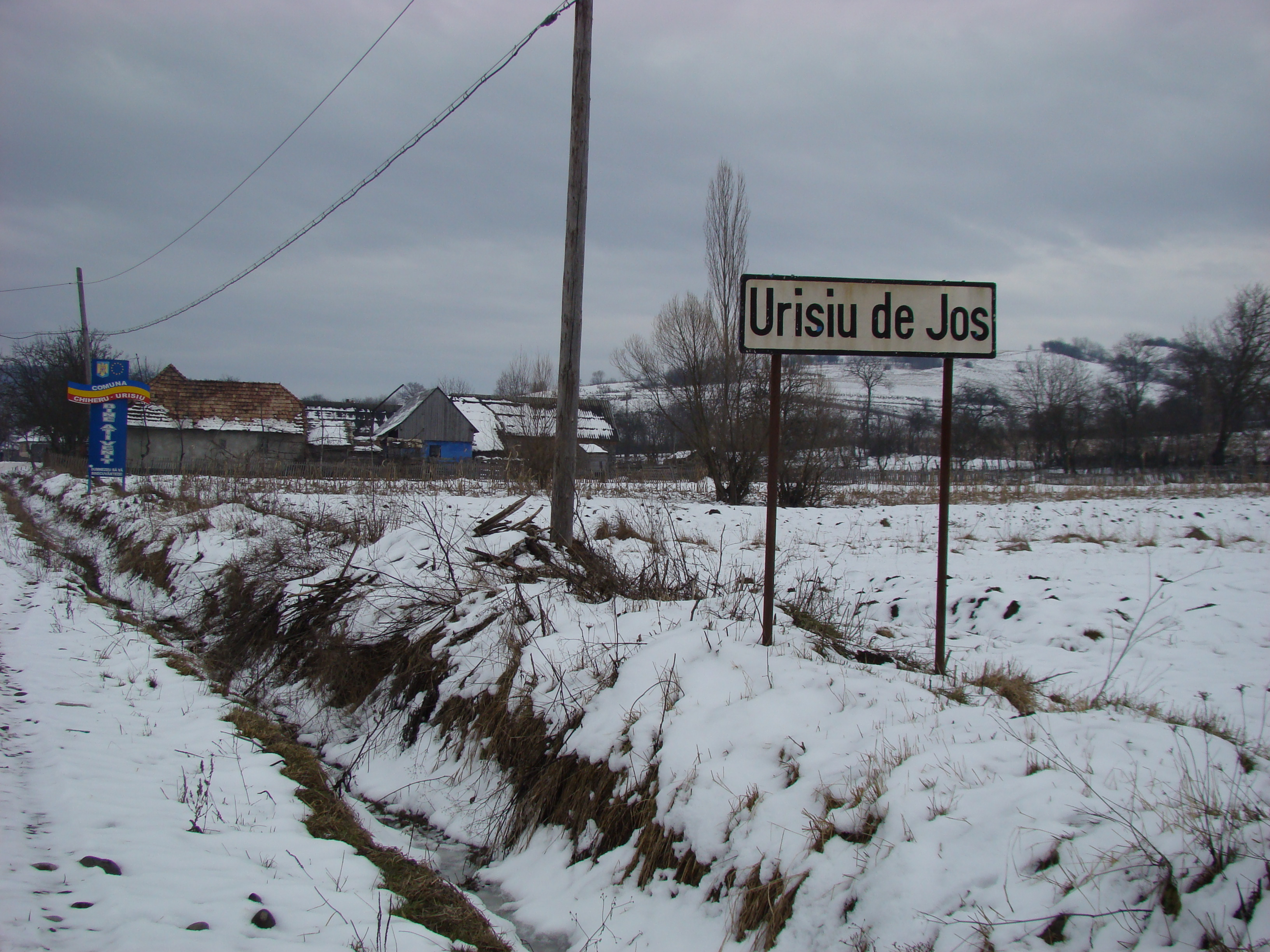
Intrarea în localitate
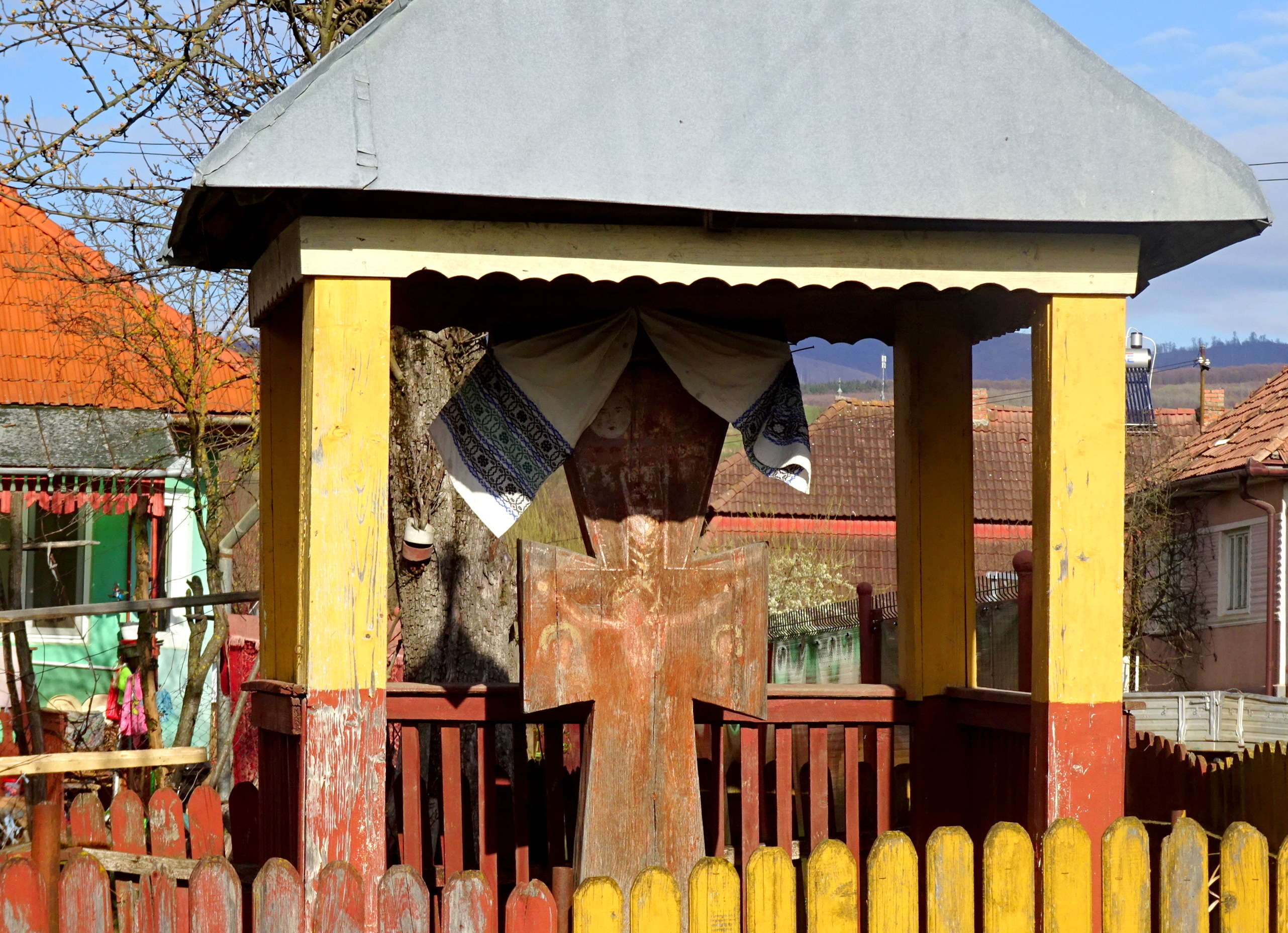
Troița veche de lângă drumul principal
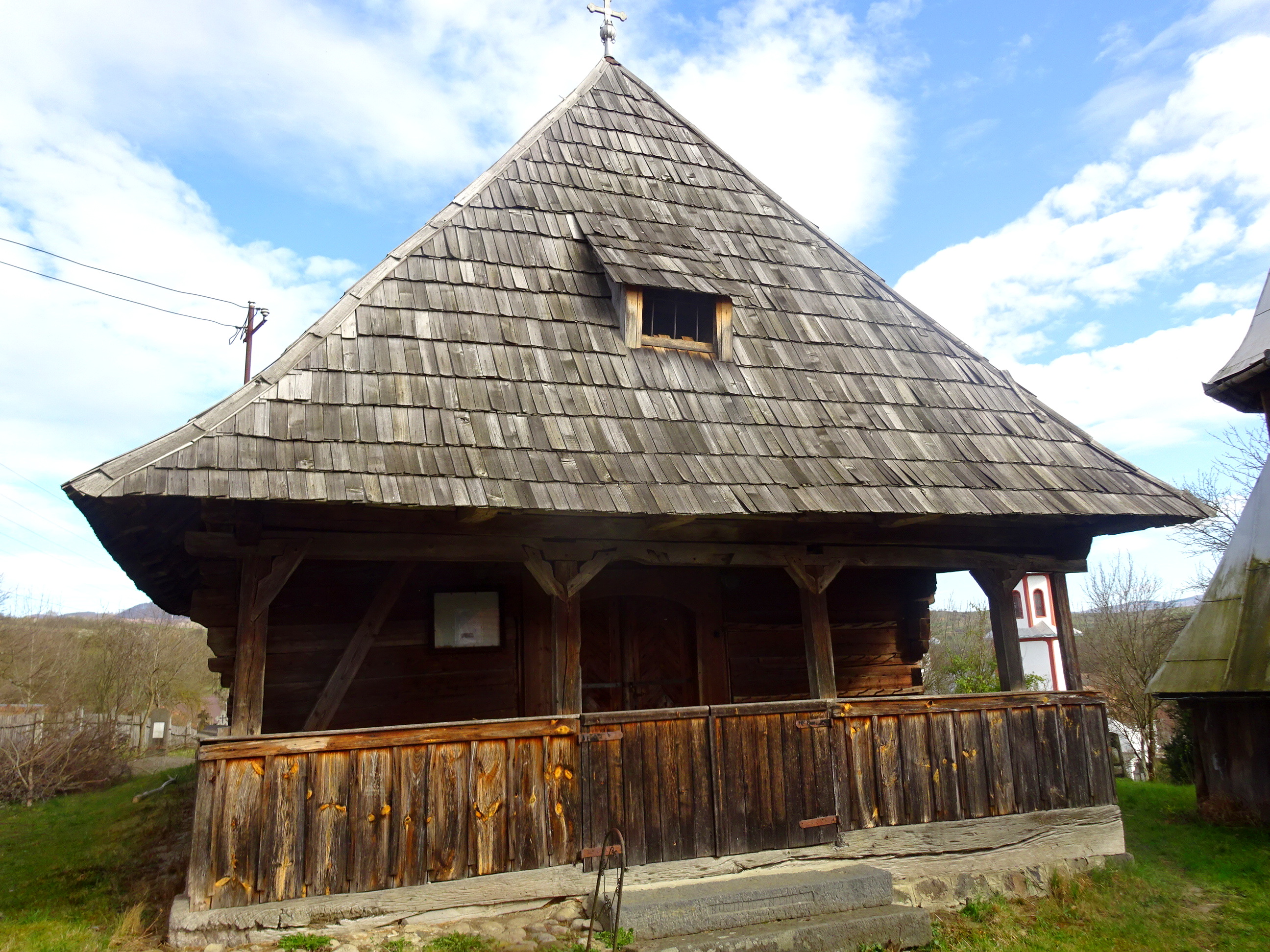
Biserica de lemn din Urisiu de Jos (monument istoric)
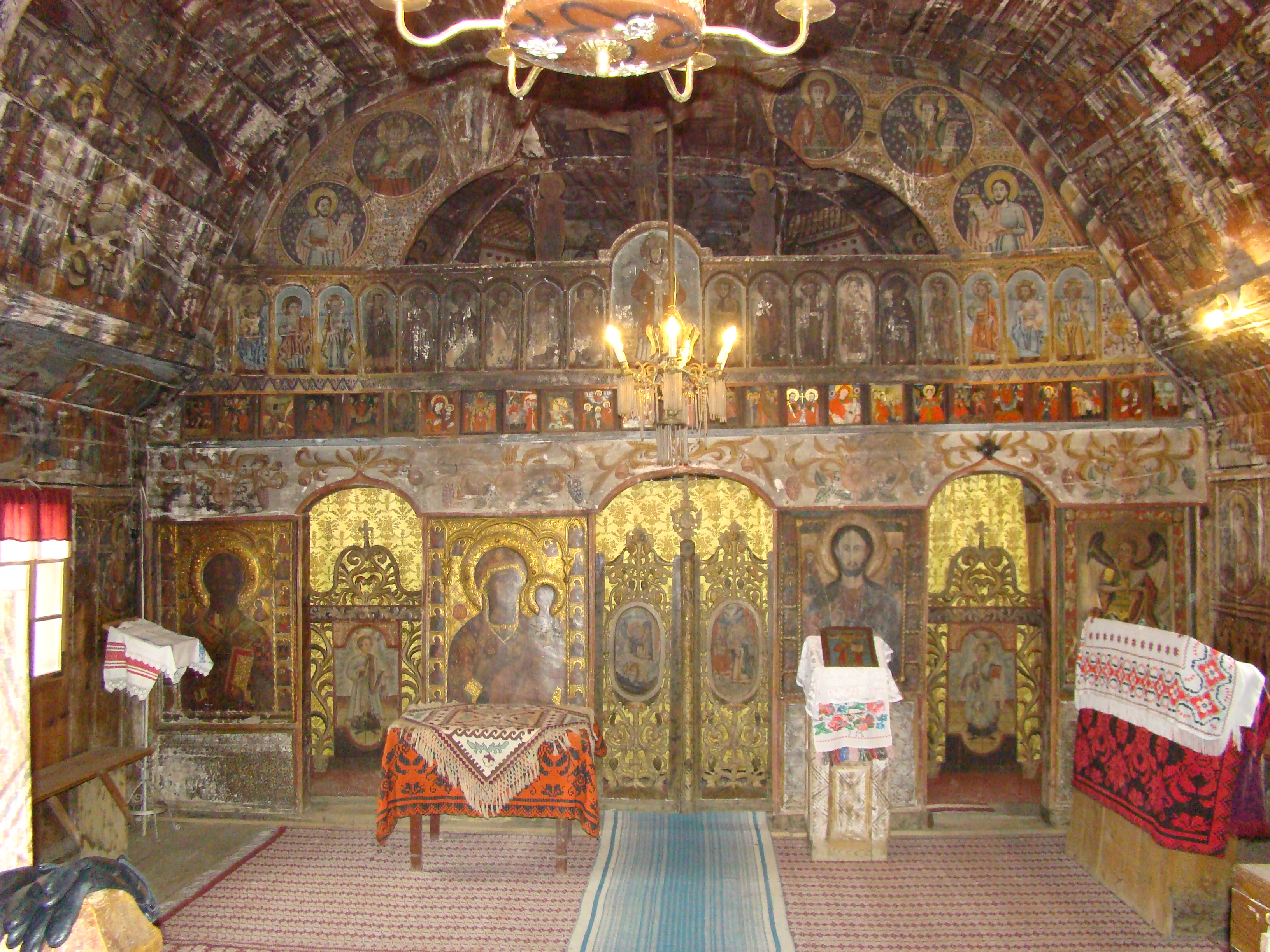
Biserica de lemn din Urisiu de Jos (monument istoric)
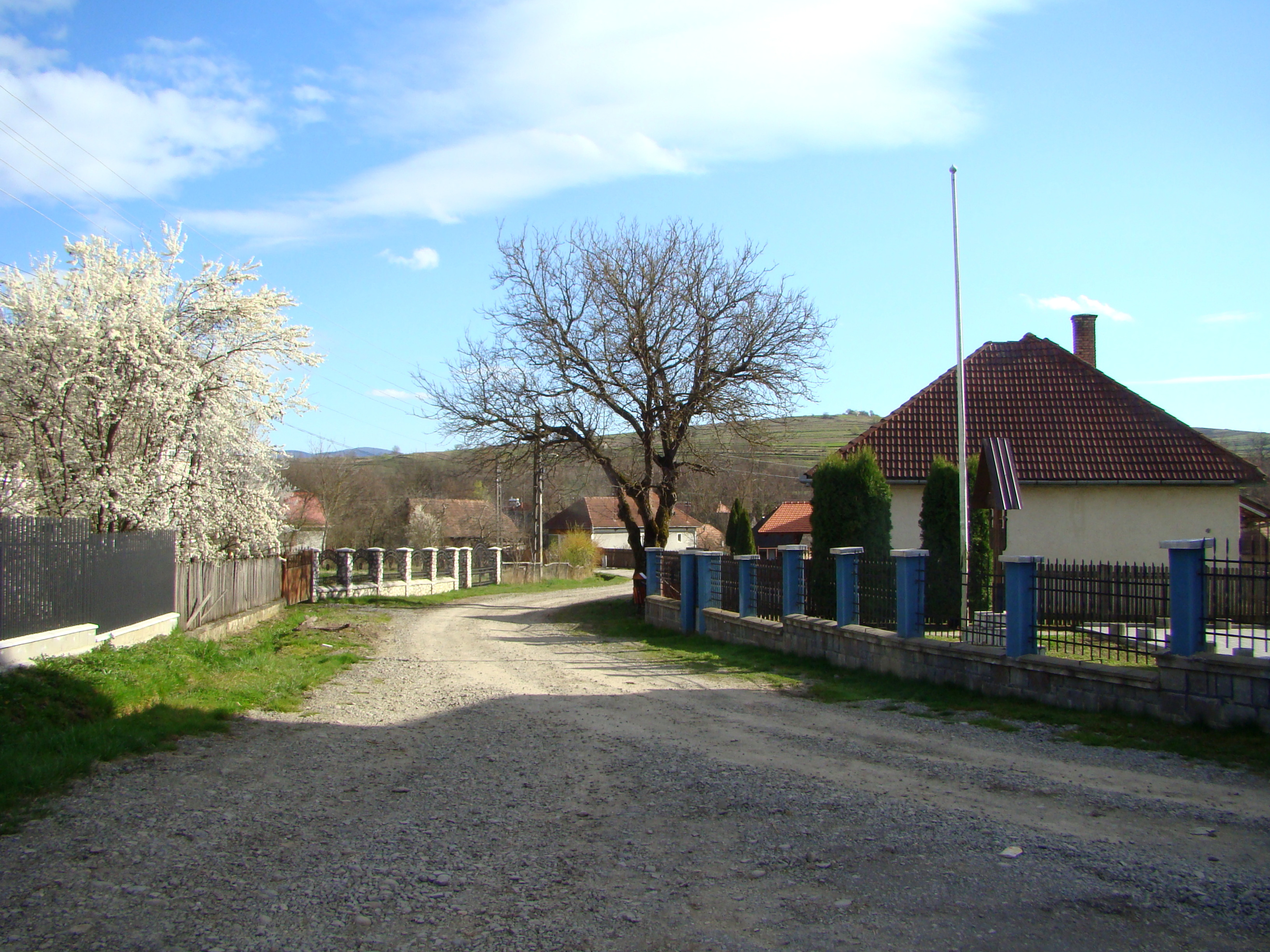
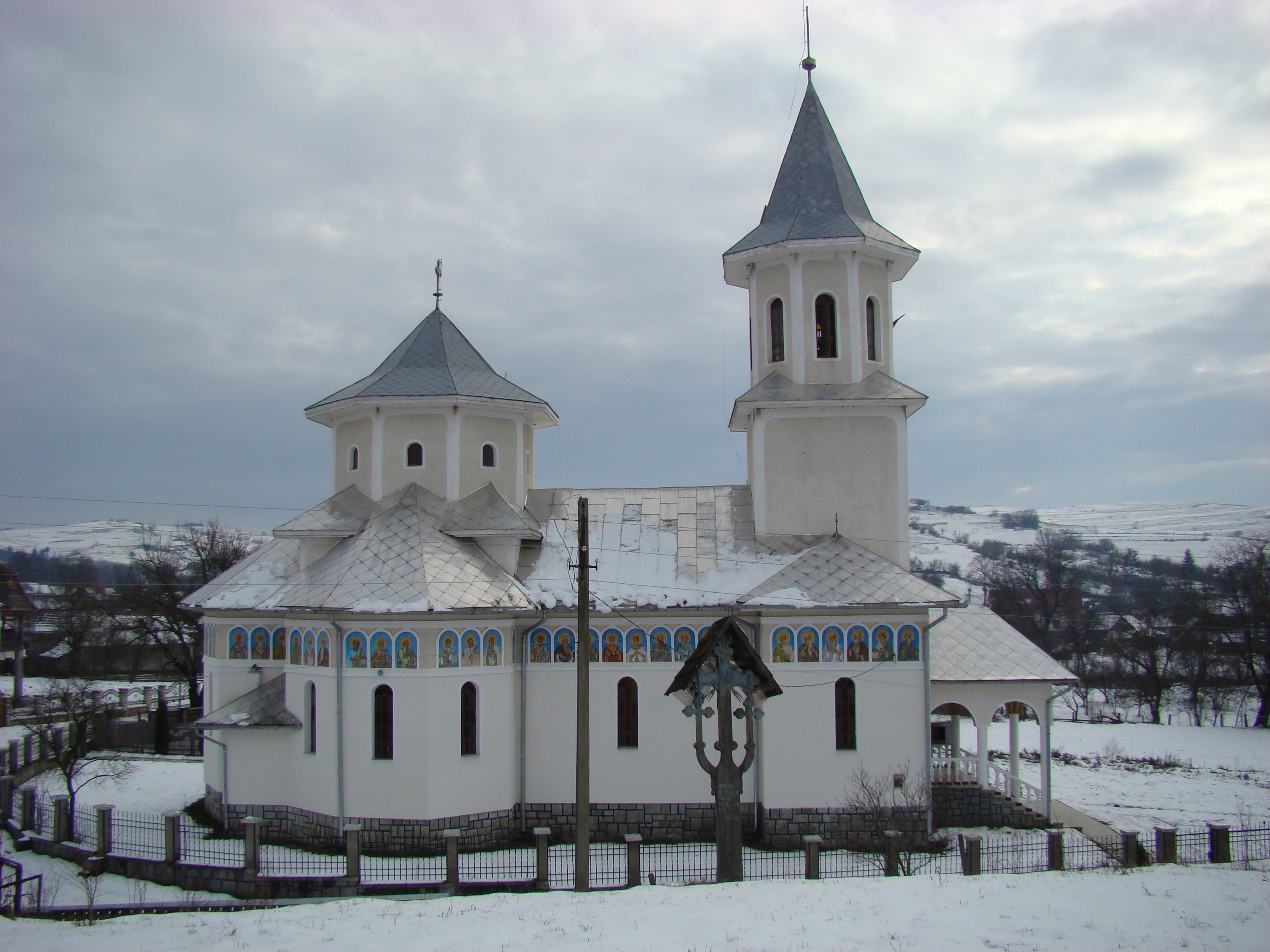
Biserica Adormirea Maicii Domnului
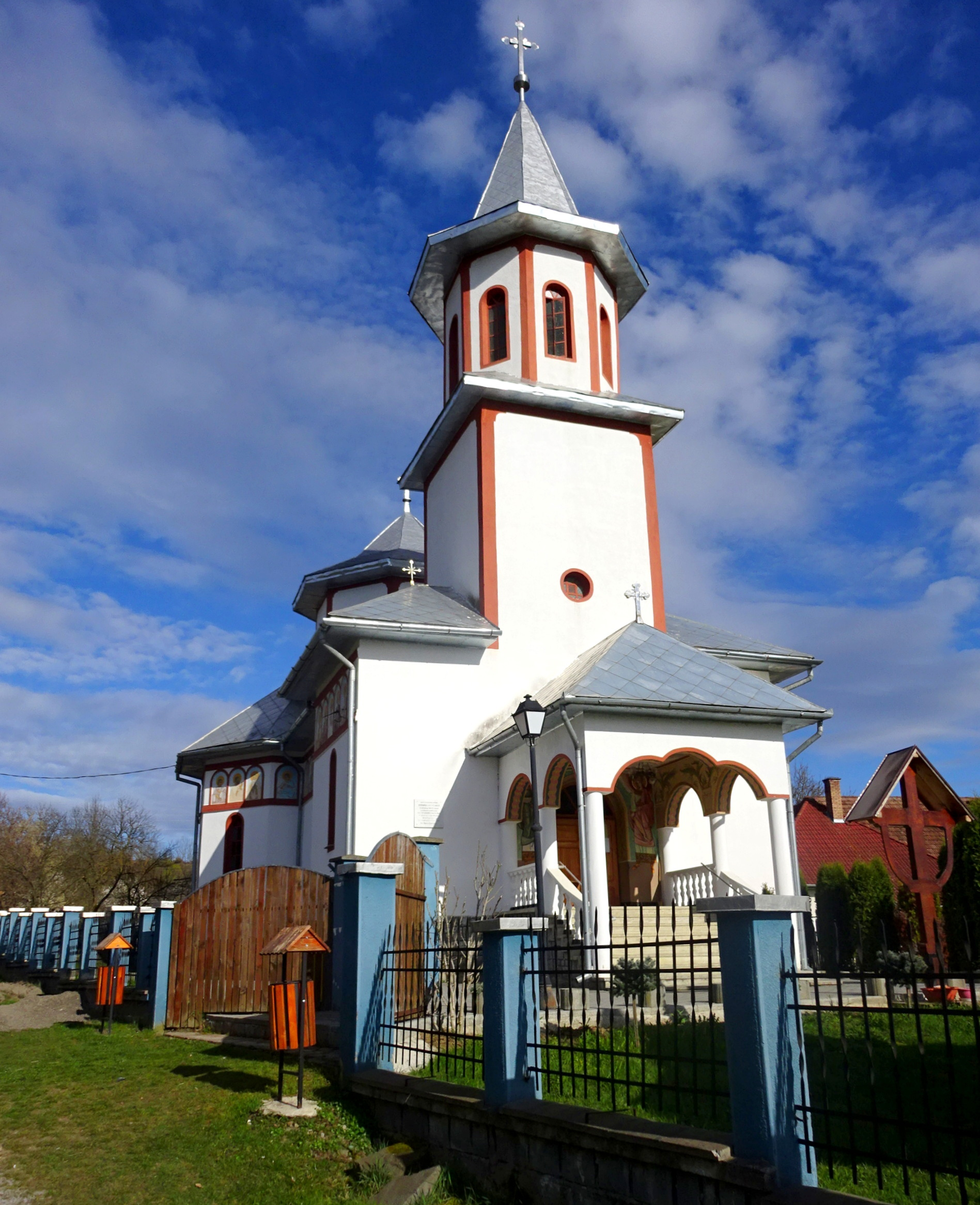
Ctitorie a preotului Pop Alexandru, după două încercări nereușite înainte de Revoluție, sfințită în anul 2005 de episcopul Andrei Andreicuț
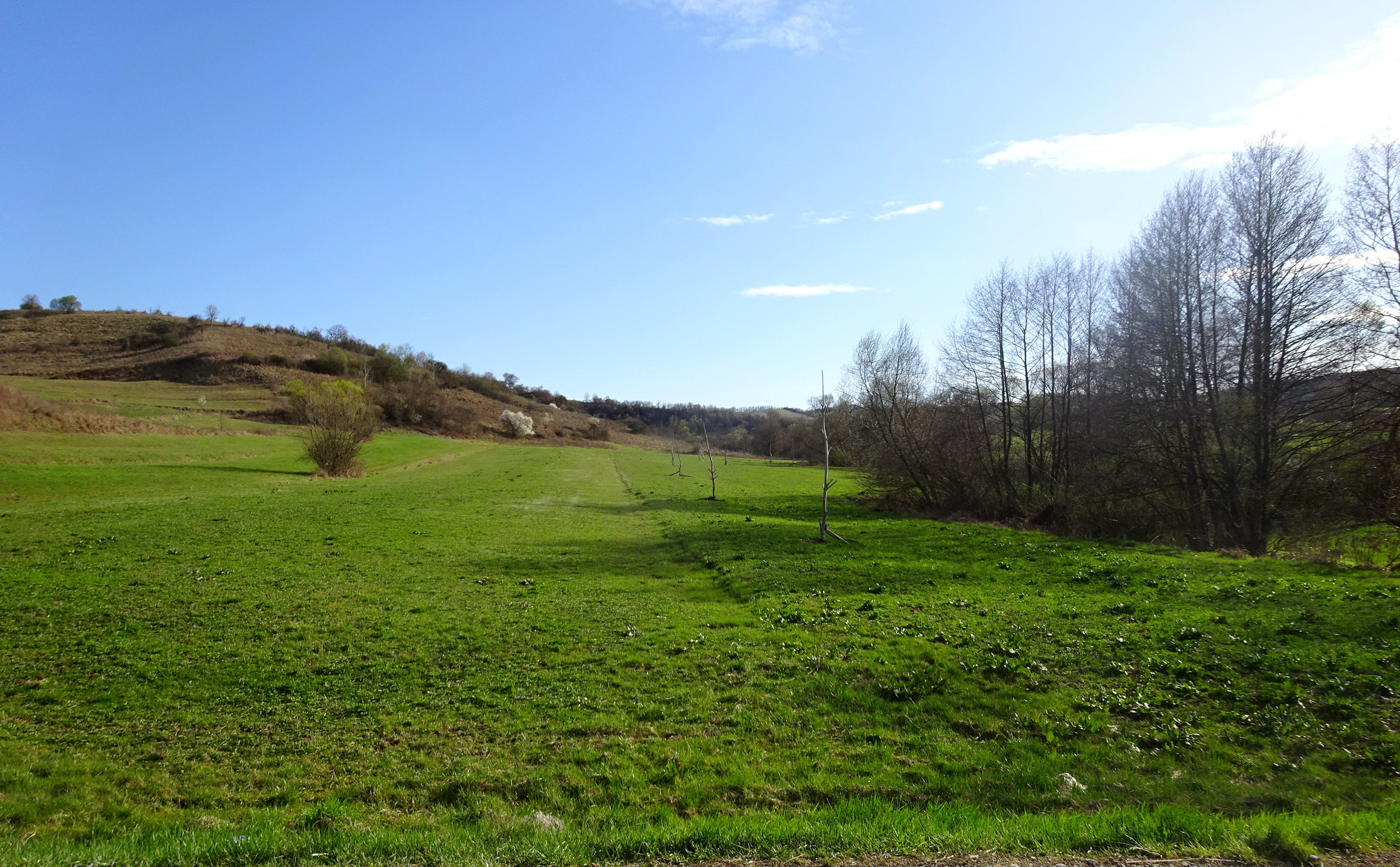